# György Kolonics
György Kolonics, apelidado de Kolo (Budapeste, 4 de junho de 1972 – Budapeste, 15 de julho de 2008) foi um canoísta húngaro.

## Carreia
Foi vencedor de duas medalhas de ouro e duas medalhas de bronze em quatro Jogos Olímpicos de Verão. Ele também detém o recorde de quinze medalhas de ouro no Campeonato Mundial de Canoagem.